# Arlit (departamento)
Arlit é um departamento da Agadez região no Níger com 109 279 habitantes em 2014. Sua capital é a cidade de Arlit.

## Comunas
É dividido administrativamente nas seguintes comunas:
- Arlit (Comuna urbana)
- Dannet
- Gougaram